# 78e corps d'armée
Le 78e corps d'armée à emploi spécial (en allemand : LXXVIII. Armeekorps z.b.V.) était un corps d'armée de l'armée de terre allemande : la Heer au sein de la Wehrmacht pendant la Seconde Guerre mondiale.

## Hiérarchie des unités
| Nom          | Nbre d'hommes       | Unités subalternes                | Grade de commandement                 |
| ------------ | ------------------- | --------------------------------- | ------------------------------------- |
| Heeresgruppe | + 300 000           | 2 à + Armeen (Armées)             | Generaloberst ou Generalfeldmarschall |
| Armee        | + 100 000 - 300 000 | 2 à + Armeekorps (Corps d'armées) | General ou Generaloberst              |
| Armeekorps   | + 30 000 - 80 000   | 2 à + Divisionen (Division)       | Generalleutnant ou General            |
| Division     | + 10 000 – 20 000   | 2 à 6 Brigaden (Brigade)          | Generalmajor ou Generalleutnant       |
| Brigade      | + 3 000 – 5 000     | jusqu'à 3 Regimentern (Régiment)  | Oberst ou Generalmajor                |

## Historique
Le 78e corps d'armée allemand est formé le 6 mars 1944 dans le Wehrkreis VIII.
Il est dissous le 25 mai 1944.

## Organisations

### Commandants successifs
| Date                      | Grade        | Commandant   |
| ------------------------- | ------------ | ------------ |
| 6 mars 1944 - 25 mai 1944 | Generalmajor | Oswin Grolig |

### Chef des Generalstabes
| Date                    | Grade               | Commandant  |
| ----------------------- | ------------------- | ----------- |
| Mars 1944 - 25 mai 1944 | Oberstleutnant i.G. | Horst Liese |

### 1. Generalstabsoffizier (Ia)
| Date                    | Grade      | Commandant      |
| ----------------------- | ---------- | --------------- |
| 27 mai 1942 - Août 1944 | Major i.G. | Joachim Hoepner |

## Théâtres d'opérations
- Front de l'Est, secteur Sud : Mars 1944 - Mai 1944

### Rattachement d'Armées
| Date  | Armée               | Groupe d'Armées         |
| ----- | ------------------- | ----------------------- |
| 1944  |                     |                         |
| Avril | 4. rumänische Armee | Heeresgruppe Südukraine |

### Unités organiques
- Nachrichten-Kompanie 478
- Korps-Nachschubtruppen 478